# Taeniacanthodes gracilis
Taeniacanthodes gracilis är en kräftdjursart som beskrevs av C. B. Wilson 1935. Taeniacanthodes gracilis ingår i släktet Taeniacanthodes och familjen Taeniacanthidae. Inga underarter finns listade i Catalogue of Life.